# ABC-Abwehr aller Truppen (Bundeswehr)

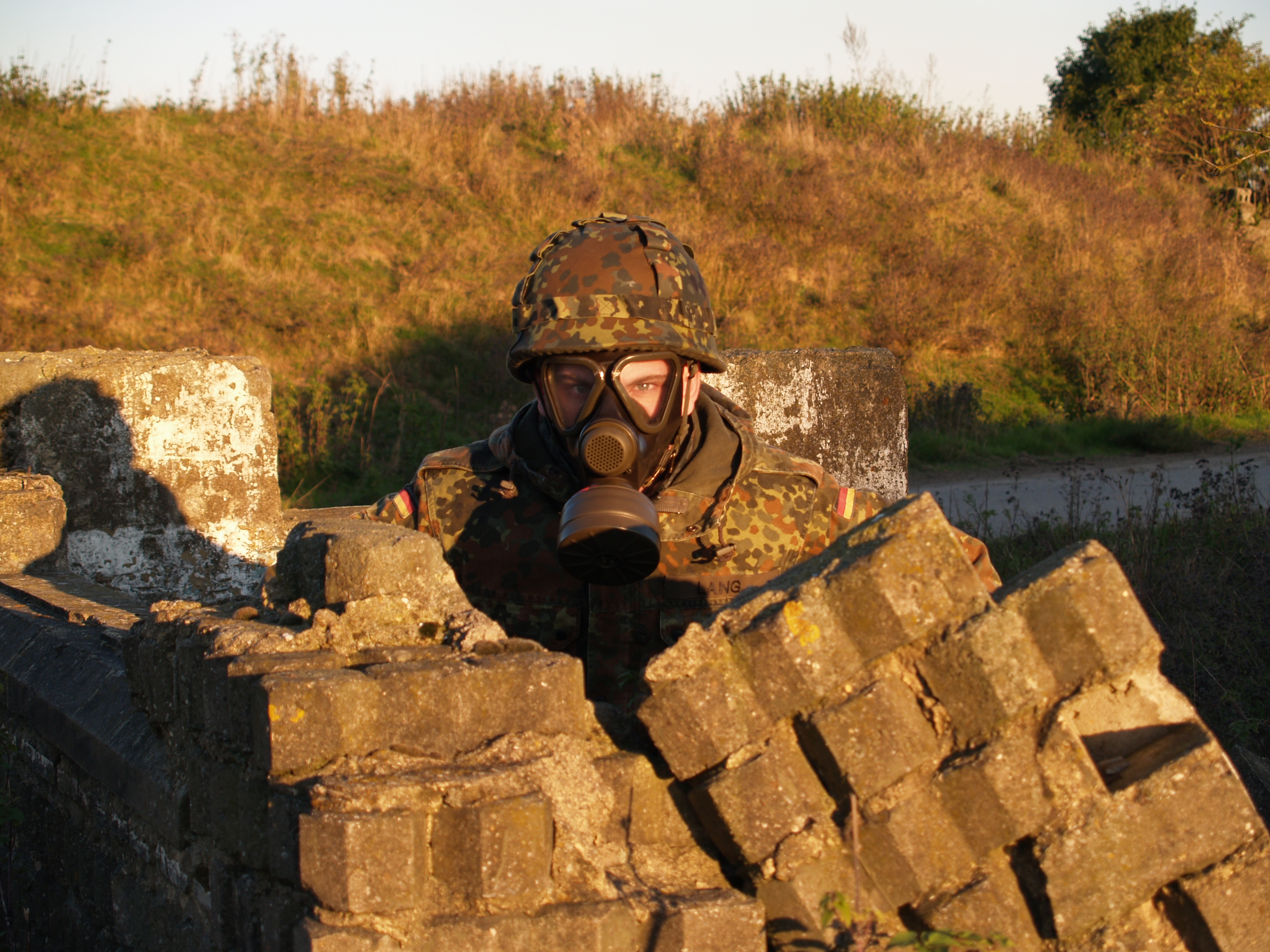
Soldat unter ABC-Schutz

ABC-Abwehr aller Truppen (ABCAbwaTr) bezeichnet in der Bundeswehr alle Maßnahmen zur örtlichen Aufklärung und Reduzierung der Wirkung atomarer, nuklearer, biologischer und chemischer Kampfmittel außerhalb der ABC-Abwehrtruppe.

## Rahmenbedingungen
Die Sicherheit Deutschlands, der NATO- und EU-Mitgliedsstaaten ist durch den Internationalen Terrorismus und die Proliferation von Massenvernichtungswaffen gefährdet. Durch die weltweite Verbreitung von ABC-Waffen und der zunehmenden Industrialisierung von nuklearen und chemischen Industrien muss die Bundeswehr auf die Gefährdung durch ABC-Mittel eingestellt sein.

## ABC-Abwehr aller Truppen
- ABC-Aufklärung (Erkennen des Einsatzes von ABC-Mitteln) – örtlich durch Kampfstoffspürpapier und Detektionsgeräte für Gas,
- Verhalten vor, bei und nach dem Einsatz von ABC-Kampfstoffen sowie
- behelfsmäßige Dekontamination (Entstrahlen, Entgiften, Entseuchen und Entwesen von Personal und Material durch ein TEP)

durch einzelne Soldaten und die kleine Kampfgemeinschaft sowie ABC-/SE-Soldaten (in Zweitausbildung) der ABC-/SE-Abwehrtrupps aller Truppen und Teilstreitkräfte.

## Einzelschutz
Jeder Soldat muss
- die Wirkungen von ABC-Kampfmitteln kennen,
- sich gegen Wirkungen von ABC-Kampfmitteln schützen können,
- seine ABC-Schutzausstattung und -Schutzbekleidung sicher und zügig handhaben können und
- Selbst- und Kameradenhilfe auch unter diesen Bedingungen leisten können.

## Ständige Schutzmaßnahmen
Die Gefährdung durch ABC-Mittel erfordert vorbeugende Schutzmaßnahmen, z. B. Auflockerung, das Beziehen von geschützten Räumen oder das Abdecken von ungeschütztem Material. Gegen atomare und chemische Kampfstoffe kann sich der Soldat durch Selbstschutzbauten, andere Deckung und gepanzerte Fahrzeuge mit ABC-Schutzbelüftung schützen. Gleichzeitig führt er stets die Schutzausstattungen mit sich. Ständige Schutzmaßnahmen gegen biologische Kampfstoffe können u. a. durch eine sorgfältige Körperpflege, das Abdecken auch kleiner Verletzungen, ständige Aufrechterhaltung hygienisch angemessener Zustände (Latrinen, Spatengang, sauberes Trinkwasser etc.) sowie Schutzimpfungen getroffen werden.

## Persönliche ABC-Schutzausstattung
- ABC-Schutzmaske M2000

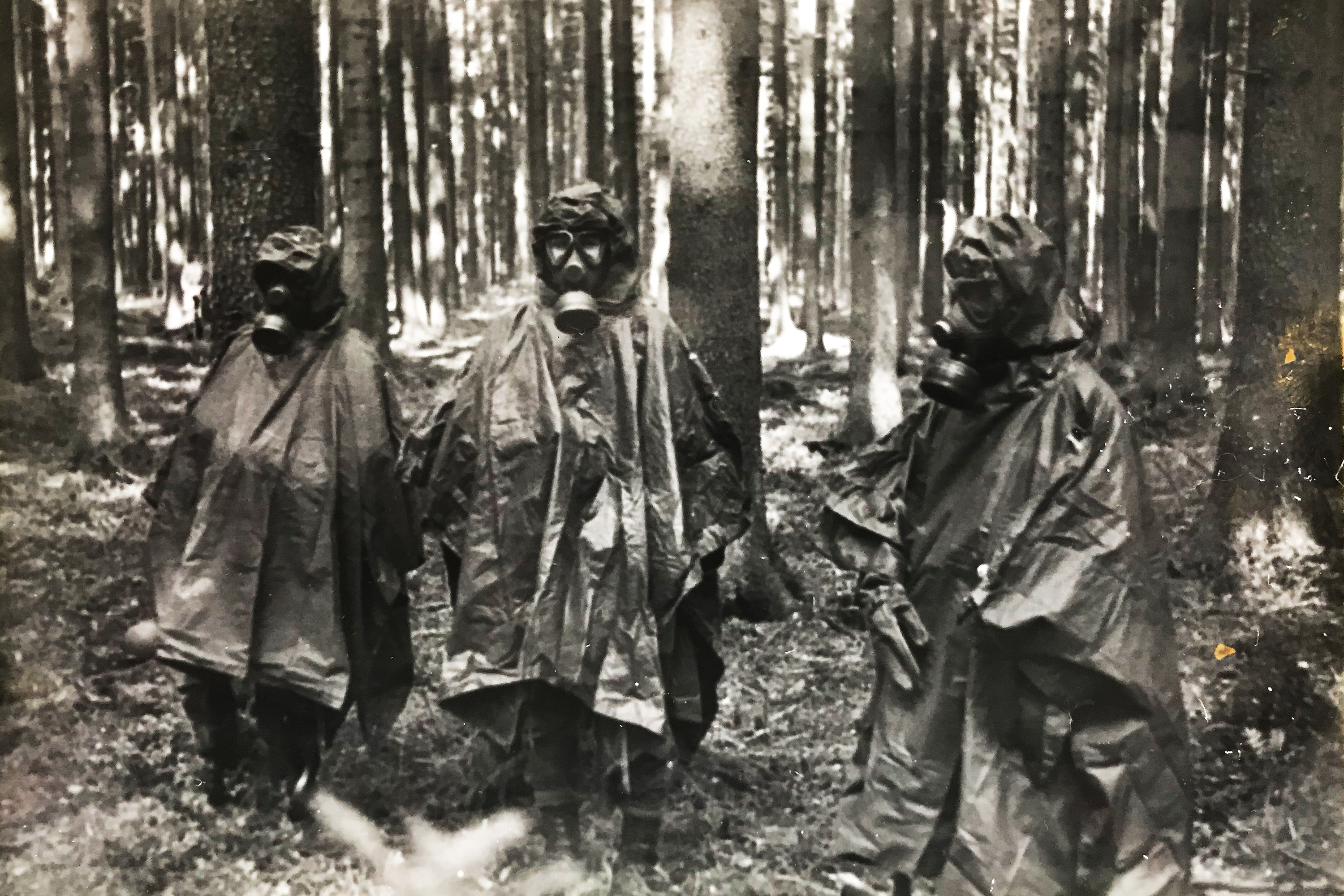
Gruppe von Soldaten (Rekruten) der Bundeswehr 1983 bei einer Übung während der Grundausbildung im Ebersberger Forst (Lkr. München) mit vormals „vollständiger ABC-Schutzausrüstung“ bestehend aus Maske, Poncho und Handschuhen.

- Overgarment mit Überschuhen (ABC-Schutzbekleidung) – wird nur bei Bedarf ausgegeben
- Feldponcho aus wasserabweisendem Material – wird nur für den Einsatz ausgegeben – vormalige Schutzausrüstung
- ABC-Schutzhandschuhe – wegen fehlender Einstufung und Kennzeichnung von Stoffen und Gemischen eingezogen[1], jetzt nur noch übergroße Gummihandschuhe
- ABC-Selbsthilfeausstattung, bestehend aus Dekontaminationspuder (Entgiftungspuder genannt), Tuch, Sanitätsmaterial, Reinigungsmitteln, Kampfstoffspürpapier, Trinkschlauch und Ohrenpfropfen; zusätzlich in Kriegszeiten zwei Atropin-Autoinjektoren, Pyridostigmin-Tabletten und Wasserentgiftungsmittel
- Tragetasche ABC-Schutzmaske („Atomkoffer“), Ausgabe heute auch ABC-Tasche

## Bedrohungs- und auftragsangepasste Schutzzustände
Die bedrohungs- und auftragsangepassten Schutzzustände (BAS) werden abhängig von der jeweiligen ABC-Bedrohungslage durch die übergeordnete Führung (Verbandsebene) befohlen. Die Bedrohungslage ergibt sich aus den Möglichkeiten des Feindes für den Einsatz von ABC-Kampfmitteln. Kontaminiertes Gebiet wird im Allgemeinen nicht betreten, sondern von den ABC-Aufklärungskräften der ABC-Abwehrtruppe mit Hilfe des Spürpanzer Fuchs überwacht und nach Abklingen der Kontamination freigegeben.
Die BAS-Stufen werden zum Schutz der Soldaten vor einem plötzlichen Einsatz von ABC-Kampfmitteln befohlen.
Die jeweiligen BAS-Stufen sind in der ABC-Taschenkarte detailliert beschrieben.
- BAS 0: Persönliche Schutzausstattung an der Person
- BAS 1: Jacke und Hose des Overgarments angelegt, die restliche Ausrüstung ist an der Person
- BAS 2: Überziehstiefel des Overgarment angelegt
- BAS 3: Persönliche ABC-Schutzbekleidung wird komplett getragen, Handschuhe, Kapuze des Overgarments und ABC-Schutzmaske sind aufgesetzt
- BAS 4: Der Poncho wird über den komplett angelegten Anzug geworfen

## Organisation
In jedem Zug oder vergleichbaren Teileinheit ist ein 2-Mann ABC-Abwehrtrupp in Zweitfunktion befohlen (in Infanteriezügen ein 2-Mann-ABCAbwTrp je Gruppe) – meist die Soldaten des Panzervernichtungstrupps (Panzerfaustschützen einer Gruppe) in Zweitfunktion als ABC/SE-Soldaten. Diese spüren Kontamination durch ABC-Wirkmittel im Bereich der eigenen Truppe und unterstützen bei der Behelfsdekontamination mit Spürausstattung Spürpapier und Dekontaminationsausrüstung, das sich bei Kontamination verfärbt.
Soldaten des Versorgungszuges der 1./Stabs- und Versorgungskompanie bauen den Truppenentseuchungspunkt (TEP) auf und betreiben diesen für die Truppendekontamination auf der Verbandsebene. Dieser dient auch zur Erhaltung der allgemeinen Hygiene durch Duschzelte mit Warmwasser.
Kräfte der ABC-Abwehrtruppe bauen den Hauptentgiftungsplatz (HEP) auf der Ebene des Großverbandes auf und übernehmen und verstärken die Dekontamination und Entseuchung der Truppe.

## Ausbildung
Die Ausbildung in der ABC-Abwehr aller Truppen wird im Rahmen der Allgemeinen Grundausbildung durchgeführt. Hierbei stehen neben dem Erkennen von ABC-Wirkmitteln die Gewöhnung an die ABC-Schutzausstattung und der sichere Umgang im An- und Ablegen dieser im Mittelpunkt. Die ABC-Schutzmaske soll binnen 9 Sekunden unter Beachtung einer festgelegten Reihenfolge angelegt werden. Des Weiteren erlernen die Rekruten den korrekten Umgang mit der Selbsthilfeausstattung sowie die Selbst- und Kameradenhilfe unter ABC-Schutz. Nach Erwerb der Grundkenntnisse der ABC-Abwehr wird im Gruppenrahmen das Verhalten sowie das Durchstoßen belasteter Räume sowie die Eigen- und Fremddekontamination ausgebildet.
Im Rahmen der Folgeausbildung werden die Kenntnisse in der ABC-Abwehr aller Truppen vertieft und gemäß der Zentralanweisung Ausbildung und Erhalt der individuellen Grundfertigkeiten und der Körperlichen Leistungsfähigkeit jährlich wiederholt.